# Vouivria
Vouivria (podle okřídleného draka z legend v místě objevu) byl rod sauropodního dinosaura ze skupiny Brachiosauridae, který žil v období svrchní jury, asi před 163 - 157 miliony let, na území dnešní východní Francie (Franche-Comté). Fosilie byly objeveny již roku 1934, popsány však byly až roku 2017. Předpokládá se, že tito dinosauři obývali někdejší pobřežní laguny pozdně jurských evropských moří.

## Etymologie

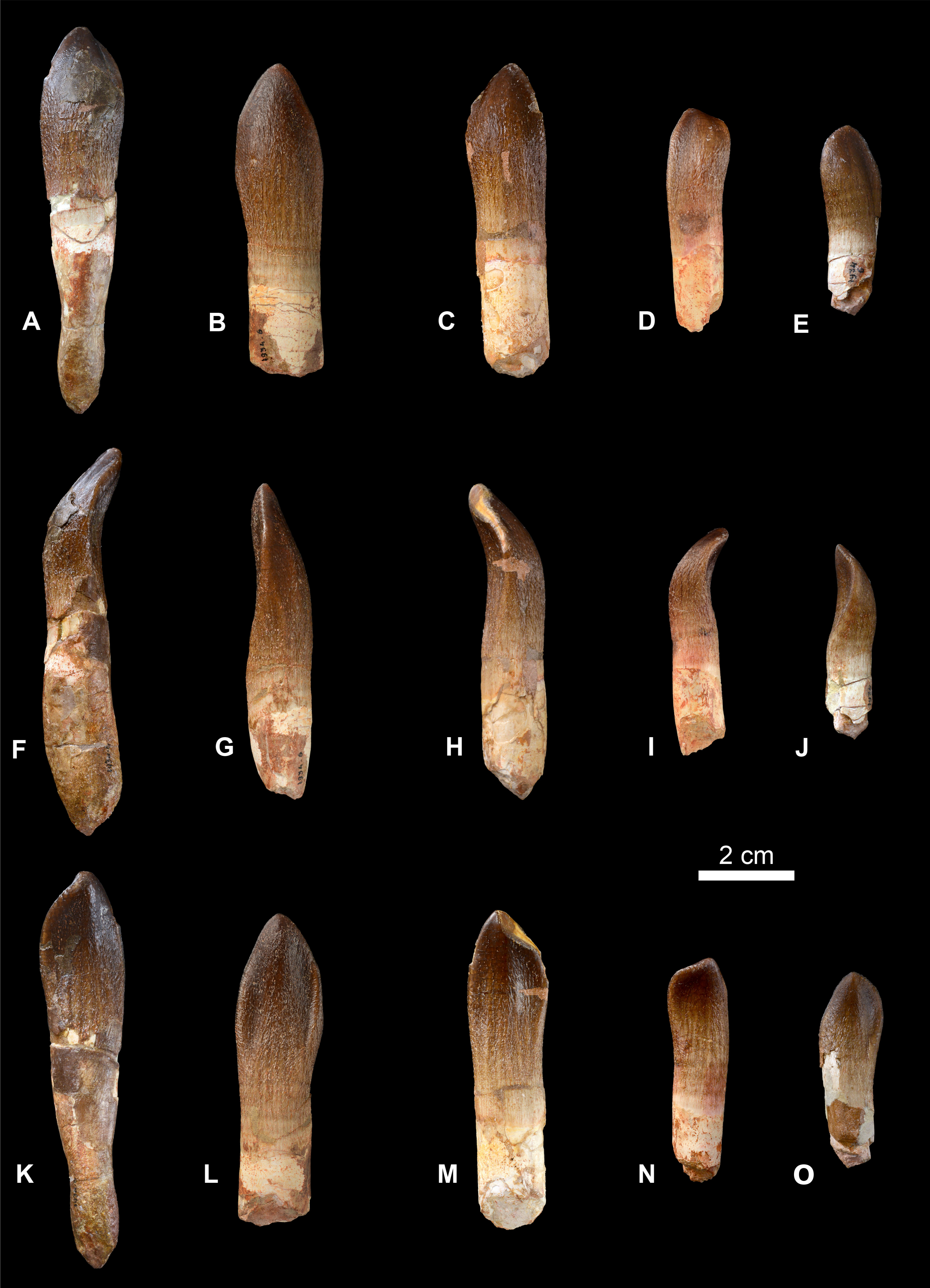
Zuby rodu Vouivria

Rodové jméno dinosaura je odvozeno od francouzského slova "la vouivre", označujícího okřídleného draka z mytologie obyvatel, sídlících v lokalitě objevu.

## Velikost
Na základě délky stehenní kosti (146 cm) vědci odhadli, že délka tohoto dinosaura činila asi 15 metrů a hmotnost dosahovala 15 tun. Patřil tedy ke středně velkým sauropodům, mnohem menším, než byl třeba obří rod Turiasaurus ze Španělska.

## Klasifikace
Fylogenetická analýza ukázala, že Vouivria je vývojově primitivní zástupce čeledi Brachiosauridae a velmi vzdáleným příbuzným rodů Europasaurus a Brachiosaurus.